# 리 빙

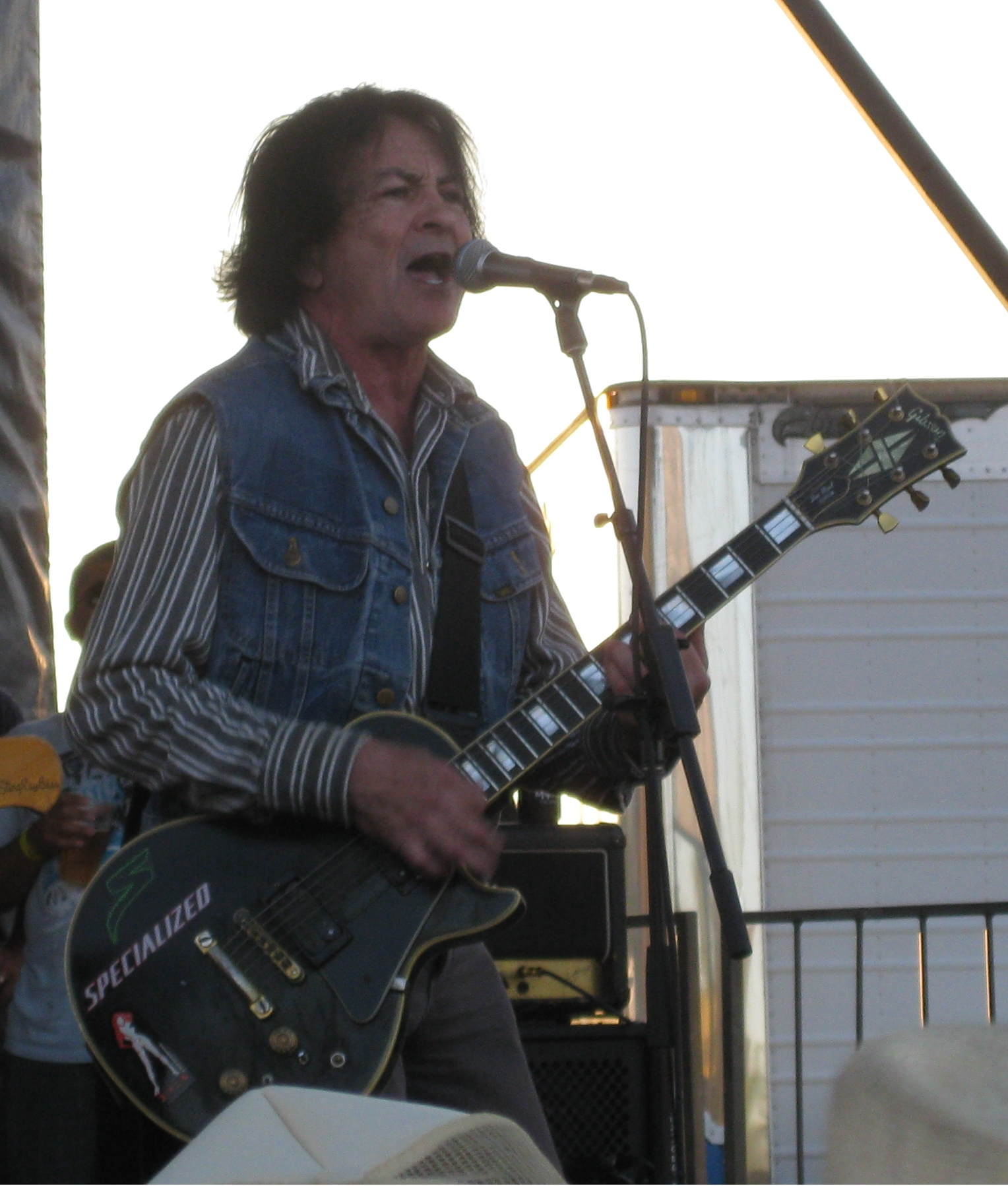

리 빙(본명: Lee James Jude Capallero, Lee Ving, 1950년 4월 10일 ~ )은 미국의 가수, 음악가, 배우, 기타 연주자이다.
펜실베이니아주 필라델피아에서 태어났다. 스트리트 오브 파이어(1984년), 살인 무도회(1985년) 등의 작품에 참여했다.

## 영화
- 엔드리스 범머 (2009년)
- 아임 콜링 프랭크 (2007년)
- 패스트 소파 (2001년) - 레더 자켓 역
- 테이킹 베버리힐즈 (1991년)
- 집시 반란 (1990년)
- 로큰롤 지망생 (1987년)
- 불타는 태양 (1986, Oceans of Fire)
- 블랙 문 라이징 (1986년)
- 살인 무도회 (1985년)
- 와일드 라이프 (1984년)
- 스트리트 오브 파이어 (1984년)
- 나이트메어스 (1983년)
- 플래시댄스 (1983년) - 자니 C. 역
- 내일은 스타 (1982년)
- 아메리칸 팝 (1981년)